# Pôle métropolitain
Pour les articles homonymes, voir Métropole (homonymie).
Pour l'ensemble structuré autour de Lyon, voir Pôle métropolitain (Auvergne-Rhône-Alpes).
Pour un article plus général, voir Intercommunalité en France.
Le pôle métropolitain est en France un syndicat mixte regroupant des intercommunalités à fiscalité propre créé par l'article 20 de la loi no 2010-1563 du 16 décembre 2010 de réforme des collectivités territoriales, et destiné à favoriser la coopération entre grandes agglomérations proches, situées au sein de grandes régions urbaines complexes ou de « corridors » de développement. La loi no 2014-58 du 27 janvier 2014 de modernisation de l'action publique territoriale et d'affirmation des métropoles (dite loi MAPTAM) a apporté quelques modifications relatives aux seuils démographiques et aux statuts possibles des pôles métropolitains.

## Objectifs et enjeux
Le gouvernement souhaitait créer dans le cadre de sa réforme des collectivités territoriales un nouveau type d'établissement public destiné à fédérer l'action entreprise par des EPCI à fiscalité propre d'une certaine taille, en rappelant le besoin exprimé par les élus de Metz, de Nancy, d'Épinal et de Thionville, fédérés par le projet du Sillon lorrain.
Les pôles métropolitains pourraient être mis en œuvre sur le Sillon lorrain, le sillon alpin ainsi que pour créer des liens juridiques entre les agglomérations de Marseille, Toulon et Nice.
Par ailleurs, il n'est pas possible de créer un pôle métropolitain en Île-de-France, afin de ne pas préjuger des décisions à intervenir sur l'organisation institutionnelle du Grand Paris. À la suite de l'alternance de 2012 (changement de président de la République et de gouvernement), dans le cadre du projet de loi du gouvernement Ayrault sur la décentralisation, le syndicat mixte d'étude Paris métropole était appelé à évoluer vers un statut proche de celui du pôle métropolitain, réformé (association des conseils généraux et de la région Île-de-France, élargissement des compétences aux questions relatives au logement). La loi de modernisation de l'action publique territoriale et d'affirmation des métropoles qui en résulte, promulguée en janvier 2014, tout en abrogeant cette exception, crée finalement la Métropole du Grand Paris, avec un statut différent.

## Définition
« Le pôle métropolitain est un établissement public constitué par accord entre des établissements publics de coopération intercommunale (EPCI) à fiscalité propre, en vue d'actions d'intérêt métropolitain en matière de développement économique, de promotion de l'innovation, de la recherche, de l'enseignement supérieur et de la culture, d'aménagement de l'espace par la coordination des schémas de cohérence territoriale dont le périmètre est identique à celui des établissements publics de coopération intercommunale qui composent le pôle, et de développement des infrastructures et des services de transport au sens des articles L. 1231-10 à L. 1231-13 du code des transports, afin de promouvoir un modèle de développement durable du pôle métropolitain et d'améliorer la compétitivité et l'attractivité de son territoire, ainsi que l'aménagement du territoire infra-départemental et infra-régional. »
— Premier alinéa de l'article L. 5731-1 du Code général des collectivités territoriales.
« Le pôle métropolitain regroupe des établissements publics de coopération intercommunale à fiscalité propre sous réserve que l'un d'entre eux compte plus de 100 000 habitants.

Par dérogation au précédent alinéa, le pôle métropolitain peut regrouper, sur un territoire d'un seul tenant et sans enclave, des établissements publics de coopération intercommunale à fiscalité propre comprenant au moins un établissement public de coopération intercommunale de plus de 50 000 habitants limitrophe d'un État étranger »
— Début de l'article L 5731-2 du Code général des collectivités territoriales.
Les EPCI à fiscalité propre composant des pôles métropolitains sont les métropoles, communautés urbaines, communautés d'agglomérations et communautés de communes.

## Compétences
Ainsi que l'indiquent les articles L. 5731-1 et L 5731-2 du Code général des collectivités territoriales, les conseils communautaires des membres du pôle métropolitain reconnaissent par délibérations concordantes l'intérêt métropolitain de certains projets et actions, ce qui en transfère la compétence au pôle métropolitain.
Ces projets et actions relèvent des compétences suivantes :
- développement économique,
- promotion de l'innovation, de la recherche, de l'enseignement supérieur et de la culture,
- aménagement de l'espace par la coordination des schémas de cohérence territoriale
- développement des infrastructures et des services de transport au sens des articles L. 1231-10 à L. 1231-13 du code des transports,

afin de promouvoir un modèle de développement durable du pôle métropolitain et d'améliorer la compétitivité et l'attractivité de son territoire, ainsi que l'aménagement du territoire infra-départemental et infra-régional.

## Création et fonctionnement
L'initiative appartient aux EPCI. Comme pour la métropole, elle n'appartient donc pas aux préfets mais se base sur le volontariat.
Le fonctionnement du pôle métropolitain est essentiellement régi par les dispositions relatives aux syndicats mixtes fermés, avec un certain nombre de dérogations.

## Ressources
Le pôle métropolitain n'est pas un EPCI à fiscalité propre. Ses ressources proviennent notamment des cotisations des EPCI qui le composent.

## Liste des pôles métropolitains

### Liste au1erjanvier 2024
Au 1er janvier 2024, il existe 25 pôles selon la Banatic.
Abréviations : PM = pôle métropolitain, CU = communauté urbaine, CA = communauté d'agglomération, CC = communauté de communes, CD = conseil départemental.
| Région                     | Nom                                            | CodeSIREN | Commune siège   | Nb | Structures | Date de création | Date d'effet    | Population totale(2021) | Président                  | Autres                                                     |
| -------------------------- | ---------------------------------------------- | --------- | --------------- | -- | --- | ---------------- | --------------- | ----------------------- | -------------------------- | ---------------------------------------------------------- |
| Auvergne-Rhône-Alpes       | PM du Genevois français                        | 200075372 | Ambilly         | 8  | Annemasse - Les Voirons AgglomérationPays de Gex AggloThonon AgglomérationCC Arve et SalèveCC du GenevoisCC Terre ValserhôneCC du Pays RochoisCC Faucigny-Glières | 1er mai 2017     | 1er mai 2017    | 445 948                 | M. Christian Dupessey      | Fonctionne en lien avec le Grand Genève                    |
| Auvergne-Rhône-Alpes       | PM Annecy-Chambéry                             | 200083756 | Annecy          | 2  | CA du Grand AnnecyCA du Grand Chambéry | 22 oct. 2018     | 22 oct. 2018    | 360 210                 | Mme Frédérique Lardet      |                                                            |
| Bourgogne-Franche-Comté    | PM Centre Franche-Comté                        | 200032928 | Besançon        | 6  | CA de VesoulCA du Grand DoleEspace communautaire Lons AgglomérationCC du Grand PontarlierCC du Val de MorteauGrand Besançon Métropole | 24 juill. 2012   | 6 août 2012     | 379 222                 | Mme Anne Vignot            |                                                            |
| Bourgogne-Franche-Comté    | PM Nord Franche-Comté                          | 200065217 | Montbéliard     | 5  | CA Grand BelfortPays de Montbéliard AgglomérationCC des Vosges du SudCC du pays d'HéricourtCC du Sud Territoire | 1er sept. 2016   | 1er sept. 2016  | 306 505                 | M. Fernand Burkhalter      |                                                            |
| Bretagne                   | PM du Pays de Brest                            | 200033736 | Brest           | 7  | Brest MétropoleCommunauté Lesneven Côte des LégendesCC du Pays de Landerneau-DaoulasCC du pays des AbersCC du Pays d'IroiseCC de Pleyben-Châteaulin-PorzayCC Presqu'île de Crozon-Aulne maritime | 16 mars 2012     | 16 mars 2012    | 435 495                 | M. François Cuillandre     | Création par transformation du syndicat mixte préexistant  |
| BretagnePays de la Loire   | PM Loire Bretagne                              | 200032936 | Rennes          | 4  | Brest MétropoleAngers Loire MétropoleNantes MétropoleRennes Métropole | 27 juill. 2012   | 27 juill. 2012  | 1 828 355               | M. Jean-Marc Verchère      | [ 11 ]                                                     |
| Grand Est                  | PM Bourgogne - Sud Champagne - Portes de Paris | 200080893 | Troyes          | 6  | CA de ChaumontCA du Grand SénonaisCA de l'AuxerroisTroyes Champagne MétropoleCC de la Région de Bar sur AubeCC des Portes de Romilly sur Seine | 26 avr. 2018     | 26 avr. 2018    | 385 817                 | M. Stéphane Martinelli     | ,                                                          |
| Grand Est                  | PM du sillon lorrain                           | 200030989 | Nancy           | 4  | CA d'ÉpinalCA Portes de France-ThionvilleMétropole du Grand NancyMétropole de Metz | 18 déc. 2011     | 19 déc. 2011    | 692 760                 | M. François Grosdidier     | 310 000 actifs, 22 000 emplois métropolitains supérieurs . |
| Grand Est                  | PM Frontalier du Nord Lorrain                  | 200085363 | Thionville      | 8  | CA de LongwyCA du Val de FenschCA Portes de France-ThionvilleCC Cœur du Pays-HautCC de Cattenom et environsCC de l'Arc mosellanCC du Pays Haut Val d'AlzetteCC Terre Lorraine du Longuyonnais | 30 nov. 2018     | 1er janv. 2019  | 354 147                 | M. Pierre Cuny             |                                                            |
| Grand Est                  | PM d'Alsace                                    | 200030765 | Strasbourg      | 5  | Colmar AgglomérationCA de HaguenauMulhouse Alsace AgglomérationSaint-Louis AgglomérationEurométropole de Strasbourg | 19 déc. 2011,    | 1er janv. 2012  | 1 097 508               | M. Éric Straumann          |                                                            |
| Hauts-de-France            | PM du Hainaut Cambrésis                        | 200075489 | Valenciennes    | 9  | CA de CambraiCA de la Porte du HainautCA du Caudrésis - CatésisCA Maubeuge Val de SambreCA de Valenciennes MétropoleCC du Cœur de l'AvesnoisCC du Pays de MormalCC du Pays solesmoisCC du Sud Avesnois | 3 mai 2017       | 3 mai 2017      | 743 206                 | M. Laurent Degallaix       |                                                            |
| Hauts-de-France            | PM des Flandres                                | 200088755 | Hazebrouck      | 2  | CA Cœur de FlandreCC Flandre Lys | 1er janv. 2019   | 1er janv. 2019  | 144 783                 | M. Valentin Belleval       |                                                            |
| Hauts-de-France            | PM de l'Oise                                   | 200078772 | Beauvais        | 3  | CA Creil Sud OiseCA de la Région de Compiègne et de la Basse AutomneCA du Beauvaisis | 10 janv. 2018    | 10 janv. 2018   | 281 198                 | M. Philippe Marini         |                                                            |
| Hauts-de-France            | PM Artois Douaisis                             | 200077709 | Vitry-en-Artois | 6  | CA du DouaisisCC Cœur d'OstreventCC des Campagnes de l'ArtoisCC du Sud-ArtoisCC Osartis MarquionCommunauté urbaine d'Arras | 18 déc. 2017     | 18 déc. 2017    | 438 576                 | M. Pierre Georget          |                                                            |
| Hauts-de-France            | PM Audomarois                                  | 200086874 | Saint-Omer      | 2  | CA du Pays de Saint-OmerCC du Pays de Lumbres | 20 déc. 2018     | 1er janv. 2019  | 132 224                 | M. Patrick Bedague         |                                                            |
| Hauts-de-France            | PM du Grand Amiénois                           | 200082063 | Amiens          | 8  | CA Amiens MétropoleCC Avre Luce NoyeCC du Grand RoyeCC du Pays du CoquelicotCC du Territoire Nord PicardieCC du Val de SommeCC Nièvre et SommeCC Somme Sud-Ouest | 1er août 2018    | 3 août 2018     | 386 598                 | M. Pascal Rifflart         |                                                            |
| Normandie                  | PM Caen Normandie Métropole                    | 200051183 | Caen            | 6  | CC Val ès Dunes, CU Caen la Mer, CC Cingal-Suisse Normande, CC Vallées de l'Orne et de l'Odon, CC du Pays de Falaise, CC Coeur de Nacre | 17 mars 2015     | 17 mars 2015    | 402 730                 | M. Emmanuel Renard         | [ 16 ]                                                     |
| Normandie                  | PM Réseau Ouest Normand                        | 200099760 | Caen            | 28 | CA Flers Agglo, CC de Granville, Terre et Mer, CC de la Baie du Cotentin, CC de Villedieu Intercom, CC Normandie-Cabourg-Pays d'Auge, CC Val ès Dunes, CU Caen la Mer, CA Saint-Lô Agglo, CC Cingal-Suisse Normande, CC Vallées de l'Orne et de l'Odon, CC Isigny-Omaha Intercom, CC du Pays de Honfleur-Beuzeville, CC Coutances Mer et Bocage, CC Côte Ouest Centre Manche, CA du Cotentin, Terres d'Argentan Interco, CC Intercom de la Vire au Noireau, CC Pré-Bocage Intercom, CA Lisieux Normandie, CC Domfront Tinchebray Interco, CC du Pays de Falaise, CC de Bayeux Intercom, CC Coeur de Nacre, CC Terre d'Auge, CU d'Alençon, CD du Calvados, CD de la Manche et CD de l'Orne | 26 déc. 2022     | 1er janv. 2023  | 1 307 804               | M. Joël Bruneau            |                                                            |
| Normandie                  | PM Rouen Seine-Eure                            | 200031581 | Rouen           | 2  | Seine-Eure AggloMétropole Rouen Normandie | 29 fév. 2012     | 29 fév. 2012    | 609 005                 | M. Nicolas Mayer-Rossignol |                                                            |
| Normandie                  | PM de l'estuaire de la Seine                   | 200072866 | Le Havre        | 9  | Caux Seine AggloCA Fécamp Caux Littoral AgglomérationCA Lisieux NormandieCC Campagne de CauxCC Cœur Côte FleurieCC du Pays de Honfleur-BeuzevilleCC Roumois SeineLe Havre Seine MétropoleCC de Pont-Audemer / Val de Risle | 21 déc. 2016     | 1er janv. 2017  | 602 127                 | M. Édouard Philippe        |                                                            |
| Nouvelle-Aquitaine         | PM Pays de Béarn                               | 200079051 | Pau             | 8  | CA Pau Béarn PyrénéesCC de Lacq-OrthezCC de la Vallée d'OssauCC des Luys en BéarnCC du Béarn des GavesCC du Haut BéarnCC du Nord-Est BéarnCC du Pays de Nay | 18 janv. 2018    | 18 janv. 2018   | 379 484                 | M. François Bayrou         |                                                            |
| Occitanie                  | PM Nîmes-Alès                                  | 200037877 | Saint-Chaptes   | 2  | Alès AgglomérationCA Nîmes Métropole | 21 déc. 2012     | 21 déc. 2012    | 399 445                 | M. Christophe Rivenq       |                                                            |
| Pays de la Loire           | PM Nantes Saint-Nazaire                        | 200035335 | Nantes          | 5  | CA de la Région nazairienne et de l'EstuaireCC de la région de BlainCC d'Erdre et GesvresCC Estuaire et SillonNantes Métropole | 27 juin 2012     | 1er juill. 2012 | 948 236                 | Mme Johanna Rolland        |                                                            |
| Pays de la Loire           | PM Mobilités Le Mans - Sarthe                  | 200051944 | Le Mans         | 7  | CC de la Champagne Conlinoise et du Pays de SilléCC du Sud-Est du Pays ManceauCC du Val de SartheCC Le Gesnois BilurienCC Maine Cœur de SartheCC d'Orée de Bercé - BélinoisLe Mans Métropole | 24 fév. 2015     | 24 fév. 2015    | 353 891                 | M. Stéphane Le Foll        |                                                            |
| Provence-Alpes-Côte d'Azur | PM Cap Azur (Côte - Alpes Provence)            | 200081362 | Grasse          | 4  | CA Cannes Pays de LérinsCA Sophia AntipolisCA du Pays de GrasseCC Alpes d'Azur | 22 juin 2018     | 1er juill. 2018 | 456 471                 | M. Jean Leonetti           |                                                            |

### Autres
Il existe trois syndicats mixtes portant "pôle métropolitain" dans leur nom.
| Région               | Nom                        | CodeSIREN | Type                  | Commune siège    | Nb | Structures | Date de création | Date d'effet   | Date de dissolution | Population totale(2018) | Président             |
| -------------------- | -------------------------- | --------- | --------------------- | ---------------- | -- | --- | ---------------- | -------------- | ------------------- | ----------------------- | --------------------- |
| Auvergne-Rhône-Alpes | PM Clermont-Vichy-Auvergne | 200041036 | Syndicat mixte ouvert | Clermont-Ferrand | 11 | Agglo Pays d'IssoireCA Riom Limagne et VolcansVichy CommunautéCC Billom CommunautéCC du Pays de LapalisseCC Entre Dore et AllierCC Mond'Arverne CommunautéCC Plaine LimagneCC Thiers Dore et MontagneClermont Auvergne MétropoleCC Brioude Sud Auvergne       | 31 oct. 2013     | 31 oct. 2013   |                     | 669 013                 | M. Frédéric Aguilera  |
| Hauts-de-France      | PM de l'Artois             | 200060358 | Syndicat mixte ouvert | Lens             | 3  | CA de Béthune-Bruay, Artois-Lys RomaneCA de Lens-LiévinCA Hénin-Carvin | 24 déc. 2015     | 1er janv. 2016 | 31 mars 2025        | 650 721                 | M. Alain Bavay        |
| Hauts-de-France      | PM Côte d'Opale            | 256202102 | Syndicat mixte ouvert | Dunkerque        | 11 | CA des Deux Baies en MontreuilloisCA du BoulonnaisCA du Pays de Saint-OmerCC de Desvres - SamerCC de la Région d'AudruicqCC de la Terre des Deux CapsCC des Hauts de FlandreCC du Pays de LumbresCC Pays d'OpaleCU de DunkerqueCA Grand Calais Terres et Mers | 2 sept. 2013     | 2 sept. 2013   |                     | 763 792                 | M. Patrice Vergriete  |
| Pays de la Loire     | PM Loire Angers            | 254902034 | Syndicat mixte fermé  | Angers           | 3  | CC Anjou Loir et SartheCC Loire Layon AubanceAngers Loire Métropole | 14 oct. 2013     | 14 oct. 2013   |                     | 400 298                 | M. Jean-Marc Verchère |

### Anciens pôles
| Région               | Nom                       | CodeSIREN | Commune siège | Nb | Structures | Date de création | Date d'effet | Date de dissolution | Autres                                       |
| -------------------- | ------------------------- | --------- | ------------- | -- | --- | ---------------- | ------------ | ------------------- | -------------------------------------------- |
| Île-de-France        | PM Grand Paris Seine Aval | 200050953 | Aubergenville | 7  | CA Deux Rives de Seine CA Mantes-en-Yvelines CA Poissy-Achères-Conflans CA Seine et Vexin CC Coteaux du Vexin CC Seine-Mauldre Yvelines         | 13 fév. 2015     | 13 fév. 2015 | 31 déc. 2015        | Remplacé par la CU Grand Paris Seine et Oise |
| Auvergne-Rhône-Alpes | PM                        | 200031953 | Givors        | 6  | CA Porte de l'IsèreCA Villefranche-Beaujolais-SaôneCC de l'Est lyonnaisMétropole de LyonSaint-Étienne MétropoleCA Vienne Condrieu Agglomération | 16 avr. 2012     | 16 avr. 2012 | 31 déc. 2022        |                                              |

### Futurs pôles
D'autres sont en réflexion :
- Dialogue métropolitain de Toulouse, sous forme associative depuis 2013[20]
- Pôle Centre-Atlantique (La Rochelle, Niort, Rochefort, Fontenay-le-Comte et Luçon)
- G10 : composé de 10 EPCI autour de Reims (Reims Métropole, communautés de communes de la région de Château-Thierry, d'Épernay-Pays de Champagne, du Pays du Laonnois, du Pays Sedanais, de Vitry Champagne et Der, du Rethélois; Communautés d'agglomération de Châlons-en-Champagne « Cités en Champagne », de Charleville–Mézières « Cœur d'Ardenne » et du Soissonnais) et de 10 communes (Reims, Château-Thierry, Épernay, Laon, Sedan, Vitry-le-François, Rethel, Châlons-en-Champagne, Charleville-Mézières, Soissons)[21].

Des réflexions sur d'autres pôles sont également en cours : bassin minier du Nord-Pas-de-Calais, Limoges, Perpignan, Tours-Le Mans, Ouest des Alpes-Maritimes.

### Sources officielles
Ces sources sont référencées « Off. » dans le texte.
1. ↑  « Recueil des Actes Administratifs du Finistère » [PDF], sur pref29.alkante.com, mars 2012 (version du 29 novembre 2016 sur Internet Archive), p. 71 à 78
2. ↑  « Arrêté Nomination d'un agent comptable au Pôle Métropolitain Loire-Bretagne » [PDF], sur raa.bretagne.sit.gouv.fr, 1er août 2012 (version du 3 décembre 2016 sur Internet Archive)
3. ↑  « Recueil des Actes Administratifs des Vosges » [PDF], sur vosges.gouv.fr, 27 août 2013 (consulté le 28 novembre 2016).
4. ↑  « Recueil des Actes Administratifs du Bas-Rhin » [PDF], sur bas-rhin.gouv.fr, 23 décembre 2011 (consulté le 28 novembre 2016), p. 36 à 37.
5. ↑  « Recueil des Actes Administratifs du Haut-Rhin » [PDF], sur haut-rhin.gouv.fr, 17 février 2016 (consulté le 28 novembre 2016), p. 36 à 39.
6. ↑  « Recueil des Actes Administratifs du Calvados no 23 - Mars 2015 » [PDF], sur calvados.gouv.fr, 23 mars 2015 (consulté le 28 novembre 2016), p. 24 à 29.
7. ↑  « Recueil des Actes Administratifs du Calvados no 14-2022-239 » [PDF], sur calvados.gouv.fr, 27 décembre 2022 (consulté le 4 décembre 2023), p. 8 à 18.
8. ↑  « Recueil des Actes Administratifs de Seine-Maritime » [PDF], 1er mars 2012 (consulté le 30 novembre 2016), p. 32 à 37.
9. ↑  « Arrêté portant création du Pôle Métropolitain Nîmes-Alès » [PDF], sur Préfecture du Gard, 21 décembre 2012 (consulté le 28 novembre 2016).
10. ↑  « Arrêté portant création du Pôle Métropolitain Nantes - Saint-Nazaire » [PDF], sur nantessaintnazaire.fr, 27 juin 2012 (consulté le 28 novembre 2016).
11. ↑  « Recueil des Actes Administratifs de la Sarthe » [PDF], sur sarthe.gouv.fr (version du 1er décembre 2016 sur Internet Archive), p. 283 à 287.
12. ↑  « Recueil des Actes Administratifs du Puy-de-Dôme no 2013-79 » [PDF], sur puy-de-dome.gouv.fr, 19 novembre 2013 (consulté le 28 novembre 2016), p. 18 à 20.
13. ↑  « Recueil des Actes Administratifs du Pas-de-Calais » [PDF], sur pas-de-calais.gouv.fr, 24 décembre 2015 (consulté le 28 novembre 2016), p. 11 à 13.
14. ↑  « Recueil des Actes Administratifs du Pas-de-Calais » [PDF], sur pas-de-calais.gouv.fr, 31 décembre 2015 (consulté le 2 décembre 2016), p. 16 à 17.
15. ↑  « Recueil des Actes Administratifs du Maine-et-Loire » [PDF], sur maine-et-loire.gouv.fr, 16 octobre 2016 (consulté le 28 novembre 2016), p. 59 à 61.
16. ↑  « Recueil des Actes Administratifs des Yvelines » [PDF], sur yvelines.gouv.fr, 29 juin 2016 (consulté le 2 décembre 2016), p. 33 à 39.
17. ↑  « Recueil des Actes Administratifs du Rhône » [PDF], sur rhone.gouv.fr, 4 avril 2016 (consulté le 28 novembre 2016), p. 61 à 73.